# Ранинагар
Ранинагар (бенг. রাণীনগর, англ. Raninagar) — город на северо-западе Бангладеш, административный центр одноимённого подокруга. Площадь города равна 0,1 км². По данным переписи 2001 года, в городе проживало 4757 человек, из которых мужчины составляли 51 %, женщины — соответственно 49 %. Уровень грамотности населения составлял 34,2 % (при среднем по Бангладеш показателе 43,1 %).